# AMA Racing Awards
AMA Racing Awards é um prémio anual dado pela American Motorcyclist Association (AMA) aos atletas ligados aos desportos do motociclismo.

## Esportista do Ano
- 2012:
- 2011: Claudia Danielewicz
- 2010: Randy Texter
- 2009: Eli Tomac
- 2008: Destry Abbott
- 2007: Kurt Caselli
- 2006: Jason Griffin
- 2005: Dr. Joseph "Doc" Ragon
- 2004: Denis Manning
- 2003: Austin Greenland
- 2002: Hugh Fleming
- 2000: Jim "Grandpa" Beck
- 1999: AMA District 27
- 1998: Kelly Yancey
- 1997: Russ Collar
- 1996: Richard "Gunny" Claypoole
- 1995: Danny Hamel
- 1994: Russ Bennett
- 1993: Jeff Fredette
- 1992: Carl and Nancy Peters
- 1991: Não houve
- 1990: Scott Summers
- 1989: Robert McClelland
- 1988: Alan Barker
- 1987: Dr. Richard Meyer
- 1986: Richard & Joyce France
- 1985: Dr. John's Team Moto Guzzi
- 1984: Charles Halcomb
- 1983: Robert Hill
- 1982: John Morgan
- 1981: Al Eames
- 1980: Ted Leimback
- 1979: Don Cichocki
- 1978: Lane Leavitt
- 1977: Tom Penton
- 1976: Steve Bartley

## Atleta do Ano
- 2012: Campeonatos Nacionais:

Campeonatos do Grand Tour: 
- 2011: Campeonatos Nacionais: Russell Bobbitt

Campeonatos do Grand Tour: Daniel Bromley
- 2010: Charlie Mullins
- 2009: Greg Hancock
- 2008: Ricky Dietrich
- 2007: Patrick Smage
- 2006: Geoff Aaron
- 2005: Juha Salminen
- 2004: John Lewis V
- 2003: Michael Lafferty
- 2002: Nicholas Cummings
- 2001: James Stewart, Jr. (Motocross)
- 2000: Geoff Aaron
- 1999: Todd Cipala
- 1998: Barry Hawk, Jr.
- 1997: Rodney Smith
- 1996: Ricky Carmichael
- 1995: Ty Davis
- 1994: Dick Burleson
- 1993: Danny Hamel
- 1992: Timmy Ferry
- 1991: Equipe "ISDE Junior Trophy Team": Jimmy Lewis; Chris Smith; David Rhodes; Steve Hatch
- 1990: Lee Pounders
- 1989: Georgie Price
- 1988: Tony Hendon
- 1987: Larry Pegram
- 1986: Dan Smith
- 1985: Scott Head
- 1984: Terry Cunningham
- 1983: Mike Melton
- 1982: Eddie Lojak
- 1981: Dick Burleson
- 1980: Mark Hinkle
- 1979: Bernie Schreiber
- 1978: Doug Chandler
- 1977: Ferrell McCollough
- 1976: Dick Burleson

## Atleta do Ano da AMA ATV
- 2012:
- 2011: Walker Fowler

## Motociclista Veterano/Senior do ano da AMA
- 2012:
- 2011: Tim Shephard

## Motociclista Feminina do ano da AMA
- 2012:
- 2011: Maria Forsberg

## Motociclista Jovem do ano da AMA
- 2012:
- 2011: Austin Lee

## Prêmio Horizon (Horizon Award)
| Ano  | Categoria/Vencedor                                                                                         |
| ---- | --- |
| 2012 | - Motocross: Zach Bell - Dirt Track: JR Addison - Roadrace: Andre Ochs                                     |
| 2011 | - Motocross: Justin Bogle - Dirt Track: Daniel Bromley - Roadrace: Jake Lewis                              |
| 2010 | - Motocross: Jason Anderson - Dirt Track: Briar Bauman - Roadrace: Hayden Gillim                           |
| 2009 | - Motocross: Dean Wilson - Dirt Track: Mike Avila - Roadrace: Miles Thornton                               |
| 2008 | - Motocross: PJ Larsen, Darryn Durham - Dirt Track: Brad Baker - Roadrace: Chris Clark                     |
| 2007 | - Motocross: Trey Canard - Dirt Track: Jeffrey Carver - Roadrace: Zac Chapman                              |
| 2006 | - Motocross: Josh Hill - Dirt Track: Matt Weidman - Roadrace: Cory Burleson                                |
| 2005 | - Motocross: Ryan Villopoto - Dirt Track: Stevie Bonsey - Roadrace: Blake Young                            |
| 2004 | - Dirt Track: John Lewis V - Roadrace: Logan Young - Motocross: Mike Alessi                                |
| 2003 | - Dirt Track: Ricky Marshall - Roadrace: Brian Stokes - Motocross: Davi Millsaps                           |
| 2002 | - Dirt Track: Nicholas Cummings e Logan Myers - Roadrace: Chris "Opie" Caylor - Motocross: Evan Laughridge |
| 2001 | - Dirt Track: Jared Mees - Motocross: James Stewart Jr. - Roadrace: Doug Duane                             |
| 2000 | - Dirt Track: Cory McDermitt - Motocross: Ben Riddle - Roadrace: Ben Spies                                 |
| 1999 | - Dirt Track: Tony Meiring & Bryan Smith - Motocross: Travis Pastrana - Roadrace: Jason DiSalvo            |
| 1998 | - Dirt Track: Roger Lee Hayden - Motocross: Billy Payne - Roadrace: Charles Chouinard                      |
| 1997 | - Dirt Track: Nicky Hayden - Motocross: Nicholas Wey - Roadrace: Eric Wood                                 |

## Motociclista Jovem do ano (Pista de terra) da AMA
- 2012: Tyler Scott
- 2011: Kevin Stollings & Tyler Scott
- 2010: Brandon Price
- 2009: Jeffery Lowery
- 2008: JR Addison
- 2007: Ryan Wells
- 2006: Hayden Gillim
- 2005: Patrick Jacobsen
- 2004: Ethan Gillim
- 2003: Michael Martin

## Motociclista Veterano do Ano (Pista de terra)
- 2012: Tom Englehart
- 2011: Tony Watkins
- 2010: Dan Shaw
- 2009: Randy Blackwell
- 2008: Rex Fisher
- 2007: Dallas Mayer
- 2006: Thomas Carriger
- 2005: Steven Nichols
- 2004: Kevin Snyder
- 2003: Kevin Snyder

## Motociclista Jovem do Ano
- 2012: Adam Cianciarulo
- 2011: Adam Cianciarulo
- 2010: Cooper Webb
- 2009: Zach Bell
- 2008: Joey Savatgy
- 2007: Jason Anderson
- 2006: Jessy Nelson
- 2005: Jason Barcia
- 2004: Ashley Fiolek
- 2003: Mike Alessi

## Motociclista Senior do Ano (Motocross)
- 2012: Robbie Reynard
- 2011: Clark Stiles
- 2010: Keith Johnson
- 2009: Doug Dubach
- 2008: Doug Dubach
- 2007: Kevin Walker
- 2006: Jimmy Evans
- 2005: Mike Katin
- 2004: Kevin Walker
- 2003: Kevin Foley

## Novato do Ano (Pista)
- 2012:  Jordan Imrie & Brad Plemmons
- 2011: Alex Walker
- 2010: Nemo Cockrell
- 2009: Scott Stall
- 2008: Clint Shobert
- 2007: Dustin Doucet
- 2006: Robert Wilkey
- 2005: Cory Burleson

## Motociclista Jovem do Ano da AMA (Pista)
- 2012:  N/A (No youth riders)
- 2011: Nick McFadden & Andrew Ochs
- 2010: Garett Gerloff
- 2009: Jake Lewis

## Veterano do Ano da AMA (Pista)
- 2012: James Cohrs
- 2011: Richardo Valdez
- 2010: Gene Burcham
- 2009: Sam Gaige

## Motociclista do Ano da AMA (Neve)
- 2012: Kyle Johnson
- 2011: Kyle Johnson

## Motociclista Jovem do Ano da AMA (Neve)
- 2012: Nathan Gross
- 2011: Jace Kessler

## Motociclista do Ano da AMA (Subida de Montanha)
- 2012: Logan Cipala
- 2011: Luke Parmeter
- 2010: Todd Cipala

## Motociclista do Ano da AMA ATV (Subida de Montanha)
- 2012: William Shaw
- 2011: Zach Diercks
- 2010: Brian Childs

## Motociclista Jovem do Ano da AMA (Subida de Montanha)
- 2012: Casey Paider
- 2011: Luke Cipala
- 2010: Brock Riffe

## Grande Campeão da AMA (Off-Road Vintage)
- 2012: Adam Giddings
- 2011: Adam Giddings
- 2010: Adam Giddings & Cory Buttrick

## Grande Campeão Senior da AMA (Off-Road Vintage)
- 2012: Tim Shephard
- 2011: Tim Shephard

## Grande Campeão da AMA (Corrida em Pista)
- 2012: Ryan Ambrose
- 2011: Todd Narduzzi